# Ariathisa goniographa
Ariathisa goniographa là một loài bướm đêm trong họ Noctuidae.